# Crocomela vitellina
Crocomela vitellina là một loài bướm đêm thuộc phân họ Arctiinae, họ Erebidae.